# Фернандес, Тони
Тони Фернандес (англ. Anthony Francis Fernandes; родился 30 апреля 1964 г. в Куала-Лумпуре, Малайзия) — малайзийский бизнесмен.

## Биография
Глава малайзийской авиакомпании AirAsia, а также футбольного клуба Куинз Парк Рейнджерс (КПР).
С 2010 года по 7 ноября 2012 года занимал пост руководителя команды «Caterham F1 Team» в Формуле-1, которую он же и создал. На этом посту его сменил Сирил Абитебул.
18 августа 2011 года компания Фернандеса Tune Group приобрела 66 % акций «Куинз Парк Рейнджерс» у Берни Экклстоуна и Флавио Бриаторе.
В 2011 году журнал «Forbes» оценил состояние Фернандеса в 200 миллионов фунтов.
В 2011 году стал владельцем КПР и сразу же совершил несколько громких трансферов, в частности были куплены Шон Райт-Филлипс, Антон Фердинанд, Люк Янг, Джои Бартон, Арман Траоре, Дэнни Гэббидон, Кирон Дайер и Ди Джей Кэмпбелл.